# Bankgebäude Goethestraße
Das Bankgebäude Goethestraße in Schwerin, Stadtteil Feldstadt, Goethestraße 70/72 Ecke Lobedanzgang, war der Filialsitz der Reichsbank und ist ein Baudenkmal in Schwerin.

## Geschichte
Das dreigeschossige Gebäude von 1923 im Stil der 1920er Jahre mit den markanten rundbogigen Arkaden und der Klinkerfassade wurde für die Reichsbank-Stelle Schwerin nach den Plänen des Reichsbank-Baubüros Berlin unter Leitung von Reichsbank-Baudirektor Philipp Nitze gebaut.

Vor dem Gebäude an der Goethestraße befindet sich ein denkmalgeschützter Trinkwasserbrunnen von 1927 mit der Freitreppe von der unteren zur oberen Straße.
Das Haus wurde nach 1990 als Wohnhaus mit der Filiale Schwerin der Deutschen Bundesbank im Erdgeschoss genutzt, diese ist aber mittlerweile seit etlichen Jahren geschlossen. Ein geplanter Neubau der Bundesbank, Hauptverwaltung Hamburg, in Schwerin an der Werderstraße wurde im Mai 2001 nicht realisiert.